# Lastrea acuminata
Lastrea acuminata là một loài dương xỉ trong họ Dryopteridaceae. Loài này được Houlston mô tả khoa học đầu tiên năm 1851.
Danh pháp khoa học của loài này chưa được làm sáng tỏ. 